# Nudora gerlachi
Nudora gerlachi is een rondwormensoort uit de familie van de Monoposthiidae. De wetenschappelijke naam van de soort is voor het eerst geldig gepubliceerd in 1973 door Andrássy.